# Línea 25 (Dbus)
La línea 25 de Dbus conecta el centro de San Sebastián, El Antiguo, Añorga y Errekalde. Anteriormente, solo algunos autobuses entraban a Belartza, pero hoy día todos entran en la zona, y con recorrido ampliado.

## Paradas

### Hacia Errekalde II
- Boulevard 17 5 8 9 13 21 26 28 29 31 42
- Londres 5 33 40 45
- La Perla 5 16 18 33 40 45
- Zumalakarregi 10 5 33 35 40 43 45
- Antiguoko Anbulatorioa 5 27 33 35 40 43 45
- Magisterio Tolosa 14 5 27 33 35 40 43 45
- Unibertsitatea Tolosa 70 I 5 45
- Tolosa 112 5 27 40 43 45
- Tolosa 138 5 27 43 45
- Infierno
- Añorga Txiki I
- Añorga I
- Arzak Enea II
- Karmengo Ama
- Errotazar-Amasorrain
- Rotonda Belartza
- Belartza
- Irubide
- Errekalde II

### Hacia Boulevard 17
- Errekalde II
- Errekalde
- Arzak Enea
- Añorga II
- Añorga Txiki II
- Amerika Plaza 5 24 45
- Tolosa 111 5 24 45
- Unibertsitatea Tolosa 77 5 24 45
- Majisteritza 5 24 33 35 40 45
- Zumalakarregi 21 5 24 33 35 40 45
- Esklabak 5 35 45
- Ondarreta 5 45
- San Martín 57 5 16 18 33 40 45
- Buen Pastor 5 16 18 19 40 45
- Okendo 5 5 16 18
- Boulevard 17 5 8 9 13 21 26 28 29 31 42